# Rejestr (Windows)
Rejestr – hierarchiczna baza danych konfiguracyjnych w systemach operacyjnych Windows. Są w nim przechowywane informacje o konfiguracji i ustawieniach m.in. użytkowników, urządzeń podłączonych do komputera, a także zainstalowanych programów.
Do wpisów w rejestrze system odwołuje się każdorazowo, gdy wynik wykonania operacji zależy od wcześniej zapamiętanych ustawień systemowych.
Rejestr w platformie Windows spełnia analogiczną funkcję do katalogu /etc/ w systemach Unix/Linux.
Rejestr pełni funkcję centralnej bazy danych, przeznaczonej do przechowywania w ujednolicony sposób wszystkich informacji konfiguracyjnych systemu operacyjnego i aplikacji. Zawiera on kompletny zestaw wpisów dotyczących ustawień takich elementów, jak programy obsługi urządzeń (sterowniki), pamięci czy programy obsługi sieci. Narzędzia systemu operacyjnego pozwalają na dostęp do niego zarówno z komputera, którego dotyczy, jak również poprzez sieć.
Architektura rejestru jest połączeniem idei znanych z Windows 3.x plików INI oraz występującego także w tym środowisku rejestru (przechowującego znacznie mniej informacji). Rejestr zawarty w systemie Windows 95 ujednolica i łączy te mechanizmy. Sekcjom plików INI odpowiadają tzw. klucze rejestru, a poszczególnym wpisom – wartości rejestru. Podstawowe różnice to wprowadzenie struktury hierarchicznej (drzewiastej) i umożliwienie korzystania z wartości binarnych.
Przed wprowadzeniem koncepcji rejestru konfiguracja systemu i programów była zapisywana w plikach typu .ini obecnych na dysku, a każde odwoływanie się do konfiguracji powodowało konieczność odczytu pliku .ini z dysku, co spowalniało system. Wraz z rozwojem systemów ilość danych gromadzonych w konfiguracji wzrosła na tyle, że każdorazowe odwoływanie się do konfiguracji zapisanej na dysku było znacznym obciążeniem systemu, w związku z czym rejestr w nowszych systemach Windows jest wpisywany do pamięci RAM podczas uruchamiania systemu, na dysku zaś zapisywane są jedynie jego aktualizowane kopie.